# Ottokar-Kernstock-Haus
Das Ottokar-Kernstock-Haus, eigentlich Neues Ottokar-Kernstock-Haus, ist eine Alpenvereinshütte der Sektion Bruck an der Mur des Österreichischen Alpenvereins. Sie liegt auf 1619 m ü. A. nur wenige Meter nördlich vom Rennfeldgipfel (1629 m).
Die Hütte ist nach dem deutschnationalen österreichischen Dichter, Priester und Augustiner-Chorherrn Ottokar Kernstock benannt. Vorbild für den Bau war das Geburtshaus von Peter Rosegger in Alpl bei Krieglach, womit auch diesem Schriftsteller und Poeten ein Denkmal gesetzt wurde.

## Geschichte
Am 30. Juli 1911 wurde die ursprüngliche Hütte eingeweiht, an den Feierlichkeiten nahm Ottokar Kernstock teil, während Peter Rosegger wegen einer Krankheit nicht teilnehmen konnte. Aus unbekannter Ursache brannte das Haus am 29. Juli 1949 ab. Bereits am 5. August 1951 wurde eine neue, zeitgemäßere Hütte mit dem Zusatz „Neues“ eingeweiht.

## Zustieg
Die Hütte ist ein Etappenziel auf einer Variante des Zentralalpenweges, zu ihr führen mehrere Anstiegsmöglichkeiten.
- von Frauenberg in 2 Stunden
- von St. Marein in 4 Stunden
- von Pernegg in 3,5 Stunden
- von Bruck an der Mur in 3,75 Stunden
- von Kapfenberg in 4 Stunden[3]